# Лідерство
Лі́дерство (англ. Leadership) — впровадження організаційного керівництва, яке здійснюється топ-менеджментом. Лідерство охоплює (але не обмежується лише цим) розробку бачення, планування, прийняття рішень, заохочення, організацію, розвиток, наділення повноваженнями і спрямування діяльності людей на досягнення певної мети.
У сучасній науці, за наявності спільності вихідних позицій, лідерству притаманна неоднозначність. Можна визначити наступні основні підходи до його тлумачення:
1. Лідерство — це різновид влади, особливістю якої є спрямованість зверху донизу, а також те, що її носієм виступає не більшість, а одна людина або група осіб. Політичне лідерство, пише Жан Блондель, — це «влада, здійснювана одним або декількома індивідами, для того, щоби спонукати членів націй до дій».
2. Лідерство — це управлінський статус, соціальна позиція пов'язана із прийняттям рішень, це керівна посада. Таке визначення лідерства випливає зі структурно-функціонального підходу, що припускає розгляд суспільства як складної, ієрархічно організованої системи соціальних позицій і ролей. Обіймання в цій системі позицій, пов'язаних з виконанням керівних завдань (ролей), і надає людині статус лідера. Іншими словами, як відзначає Даунтон, лідерство — це «становище в суспільстві, котре визначається здатністю особи, яка це становище посідає, скеровувати й організовувати колективну поведінку деяких або всіх його членів».

3. Лідерство — це вплив на інших людей.
Лідерство — це справа розуму, надійності, гуманності, мужності та дисципліни… Опертя лише на інтелект призводить до непокірності. Прояв гуманності, сам по собі, призводить до слабкості. Покладання лише на довіру, призводить до глупоти. Залежність від сили мужності, призводить до насильства. Надмірна дисципліна та суворість командування, призводять до жорстокості. Коли у когось є всі п'ять чеснот, кожна з яких відповідає своєму призначенню, тоді він може бути лідером. — Цзян Лінь у поясненнях до Сунь-цзи, «Мистецтво війни».

## Стилі лідерства
Авторитарний — лідер володіє достатньою владою, щоби накидати власну волю підлеглим і без вагань втілювати в життя прийняті рішення, використовуючи адміністративні способи впливу на підпорядкованих осіб. Такий лідер одноосібно розв'язує всі питання, не враховуючи думки підлеглих, часто втручається в дії керівників нижчого ступеню, сковує їх ініціативу і не дозволяє їм ухвалювати самостійні рішення, робити і вирішувати щось без його відома.
Демократичний — визначається високим ступенем передавання повноважень. Підлеглі беруть активну участь у прийнятті рішень і мають широку свободу для виконання завдань. Здебільшого, рішення приймається тільки після висловлення думки підлеглих, лідер охоче ділиться з ними владою, надає можливість виявити ініціативу, розвивати власні здібності. Керівник робить все для того аби підлеглі розуміли, що їм доведеться вирішувати більшу частину проблем, не шукаючи його схвалення чи допомоги. Разом з цим він створює взаємини на умовах відкритості і довіри, за яких підлеглий завжди може звернутися до лідера за допомогою та порадою, розповісти про проблеми, які є або назрівають, порадитися.
Ліберальний — підлеглим надається велика самостійність у роботі, в прийнятті рішень, керівник дає лише загальні настанови і час від часу стежить за діяльністю виконавців. Також цей спосіб лідерства називають стилем невтручання.

## Лідерство і підприємництво
Згідно Австрійської школи економіки, лідерство є невід'ємною частиною підприємництва. Людвіг фон Мізес так описує феномен лідерства: «Відомо, що різні люди реагують на зміну умов з різною швидкістю і по-різному. На ринку є лідери і ті, хто лише копіює поведінку своїх більш спритних співгромадян. Феномен лідерства так само реальний на ринку, як і в інших сферах людської активності». Підприємець-промоутер, як називає його Мізес, є рушійною силою ринку. Без цього поняття неможливо побудувати теорію ринкового процесу.

## Політичне лідерство
Політичне лідерство в системі владних відносин посідає особливе місце. У лідерстві найбільше яскраво проявляється «видимість», влади, її наочність. Політичні лідери персоніфікують собою владу. Вони мають такий величезний вплив, що він не зрівнюється із впливом, інших суб'єктів політики.
Феномен політичного лідерства завжди привертав увагу представників світової політичної думки. Н. Макіавеллі розглядав політичного лідера як володаря, здатного використати всі доступні засоби для збереження влади, наведення порядку. Т. Карлайл і Р. Бмерсон вважали лідера творцем історії, наділеним особливим талантом. Ідею політичного лідера як надлюдини сформулював Ф. Ніцше. На його думку, політичний лідер — це завжди сильна особистість, наділена всіма можливими чеснотами, яка здатна нав'язати свою волю широким верствам. Г. Тард розглядав феномен лідерства, виходячи з теорії наслідування. За Г. Тардом, люди схильні діяти, наслідуючи поведінку яскравої особистості, якою є лідер. Марксисти розглядають політичне лідерство у контексті історичної необхідності і класових інтересів. У такому розумінні лідер обслуговує інтереси класу, що висунув його на політичну арену.

## Функціональна теорія
Функціональна теорія лідерства передусім є корисною теорією для розгляду особливої поведінки лідера, котра, як очікується, сприятиме підвищенню ефективності організації загалом, або окремого підрозділу. Ця теорія стверджує, що основна робота лідера полягає у тому, щоби стежити за тим аби за все, що потрібно для групових потреб, дбали; таким чином, можна сказати, що лідер добре виконав власну роботу, коли він сприяв ефективності та згуртованості групи.. Хоча теорія функціональних лідерів найчастіше застосовується до керівництва командою, вона також була ефективно застосована і для більш широкого організаційного лідерства. У фаховій літературі з функціонального лідерства присутньо п'ять широких призначень лідера, які сприяють підвищенню ефективності організації. Ці завдання передбачають вивчення навколишнього становища, організацію дій підлеглих, навчання та підготовку підлеглих, заохочення інших та дієве втручання у діяльність групи.

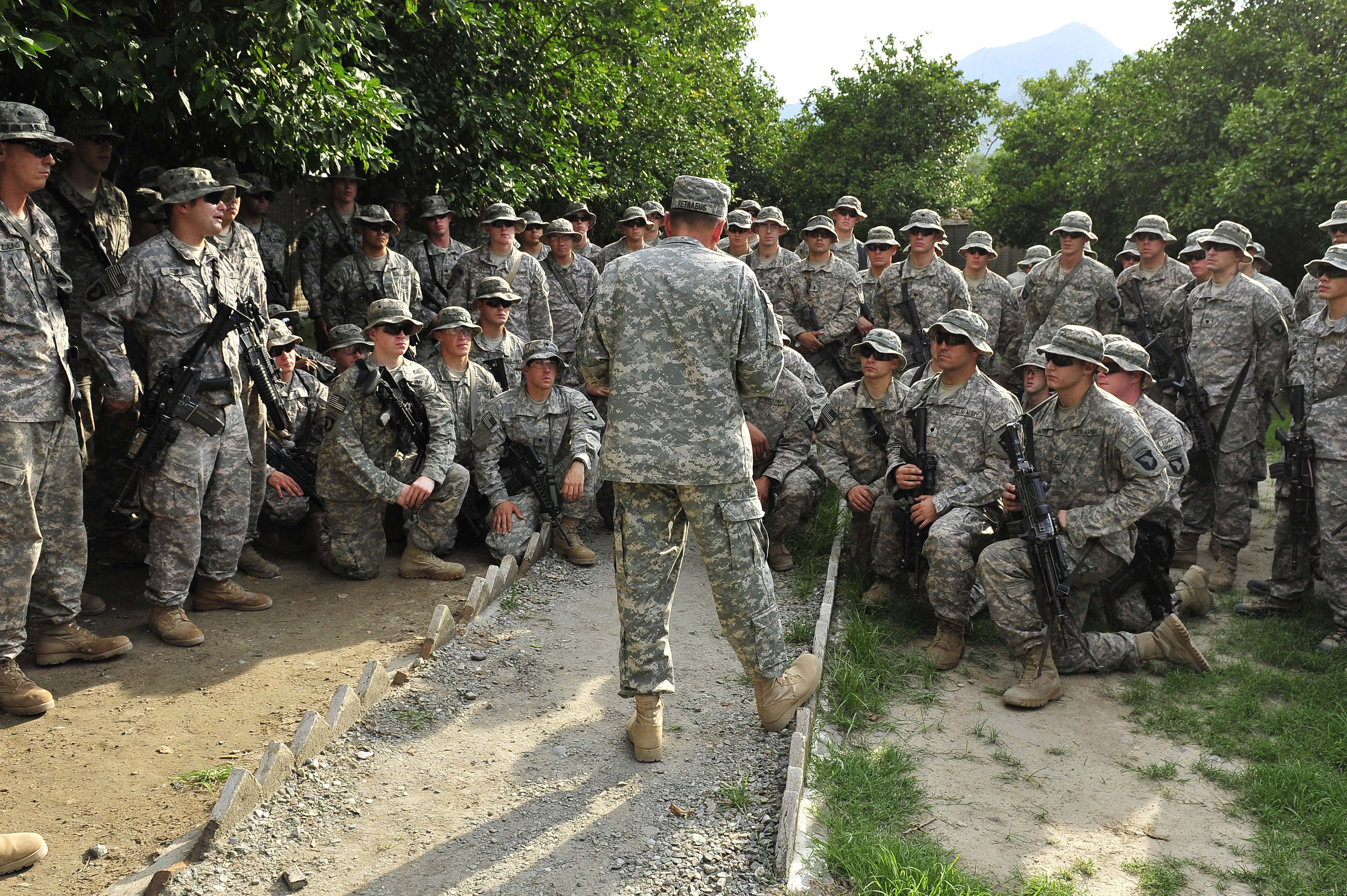
Генерал Девід Петреус розмовляє з американськими солдатами, які служать в Афганістані

Очікується, що різні види лідерської поведінки полегшать виконання цих завдань. У роботі, котра визначає лідерську поведінку, Флейшман зауважив, що підлеглі сприймають поведінку своїх начальників з погляду двох широких категорій, які називають структурою розгляду, та ініціації. Розгляд стосується поведінки, пов'язаної із впровадженням ефективних взаємин. Приклади такої поведінки охоплюють — вияв турботи про підлеглого або надання підтримки іншим. Ініціативна структура передбачає дії керівника, спрямовані саме на виконання завдання. Це може передбачати роз'яснення завдань, встановлення стандартів продуктивності та притягнення підлеглих до відповідальності за цими стандартами.
З огляду на це, термін «лідерство» широко застосовується у військовій справі та військовій освіті (військова педагогіка, військова психологія). Водночас трансформаційне лідерство розглядається як основа формування лідерської компетентності майбутніх офіцерів.